# Steelhead Park
Steelhead Park är en park i Kanada.   Den ligger i provinsen British Columbia, i den södra delen av landet, 3 400 km väster om huvudstaden Ottawa. Steelhead Park ligger 362 meter över havet.
Terrängen runt Steelhead Park är huvudsakligen kuperad, men åt sydost är den bergig. Steelhead Park ligger nere i en dal som går i öst-västlig riktning. Trakten runt Steelhead Park är nära nog obefolkad, med mindre än två invånare per kvadratkilometer.. Närmaste större samhälle är Savona, 1,9 km öster om Steelhead Park. 
Trakten runt Steelhead Park består i huvudsak av gräsmarker.